# Terrier alemán
El Terrier alemán o Jagdterrier es una raza de Terrier de trabajo (working terrier), originario de Alemania, utilizado para la caza tanto en superficie como excavando y buscando en madrigueras. Se le conoce también como Terrier alemán de caza. Existen desde el período de entreguerras, tanto para evitar la entrada masiva de perros de caza de otros países, como para avivar la mitología nacional con la recuperación de razas alemanas extintas.

## Temperamento
En los Jagdterriers se desarrollaron todas las cualidades de los perros de caza. Aunque normalmente se utilizan para la caza de tejón, zorro o mapache, también saben conducir jabalíes, sacar conejos de entre los matorrales y seguir pistas de sangre como la del ciervo herido.

### Jagdterrier clubs
- International federation for German Jagdterrier
- Jagdterrier Club of Ukraine
- http://www.djt-club.de
- http://www.jagdterrier.org
- http://www.jagdterrier.at
- Club italiano
- Jagdterrier Club of America
- Club Español

- Datos: Q37899
- Multimedia: Jagdterrier / Q37899